# Sixième législature du Parlement européen
législature du Parlement européen de 2004 à 2009
20 juillet 2004 - 14 juillet 2009
(4 ans, 11 mois et 24 jours)
5e législature 7e législature
La sixième législature du Parlement européen a été élue lors des élections de 2004 et a duré jusqu'aux élections de 2009.

## Événements majeurs
- 10-13 juin 2004
  - Élections européennes de 2004.

- 20 juillet 2004
  - Première réunion (session constitutive) du Sixième Parlement.
  - Giovanni Berlinguer préside la séance en tant que doyen d'âge.
  - Josep Borrell est élu Président du Parlement européen[1].

- 22 juillet 2004
  - Le Parlement approuve la nomination de José Manuel Barroso à la présidence de la Commission européenne.

- Du 27 septembre au 11 octobre 2004
  - Auditions parlementaires des commissaires européens.
  - Le Parlement émet des objections à l'encontre d'Ingrida Udre, László Kovács, Neelie Kroes, Mariann Fischer-Boel et Rocco Buttiglione.
  - Buttiglione est remplacé par Franco Frattini, Ingrida Udre est remplacée par Andris Piebalgs et László Kovács est remanié.

- 18 novembre 2004
  - La Commission Barroso est approuvée par le Parlement.

- 22 novembre 2004
  - La Commission Barroso entre en fonction.

- 12 décembre 2006
  - Le Parlement approuve la candidature de Meglena Kuneva et de Leonard Orban en tant que nouveaux commissaires européens pour la Bulgarie et la Roumanie.

- 1er janvier 2007
  - Adhésion de la Roumanie et de la Bulgarie, leurs observateurs au Parlement deviennent des députés européens à part entière.

- 15 janvier 2007
  - Hans-Gert Pöttering est élu Président du Parlement européen.

- 20 mai 2007
  - Élection des députés bulgares au Parlement européen.

- 25 novembre 2007
  - Élection des députés roumains au Parlement européen.

- 20 février 2008
  - Le Parlement approuve le traité de Lisbonne.

## Président du Parlement européen

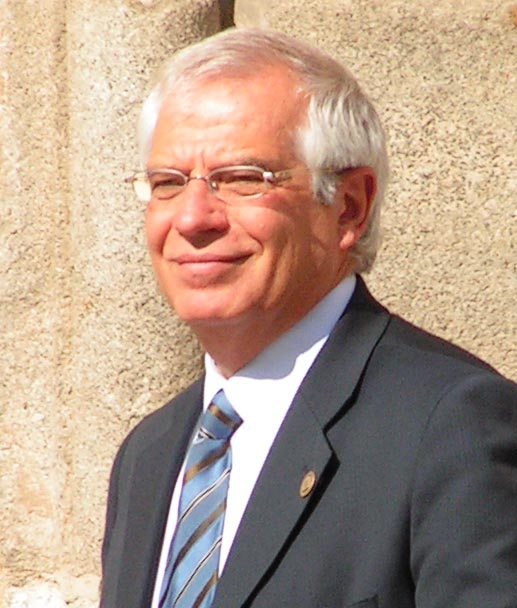
Josep Borrell, président du Parlement européen, du 20 juillet 2004 au 16 janvier 2007.
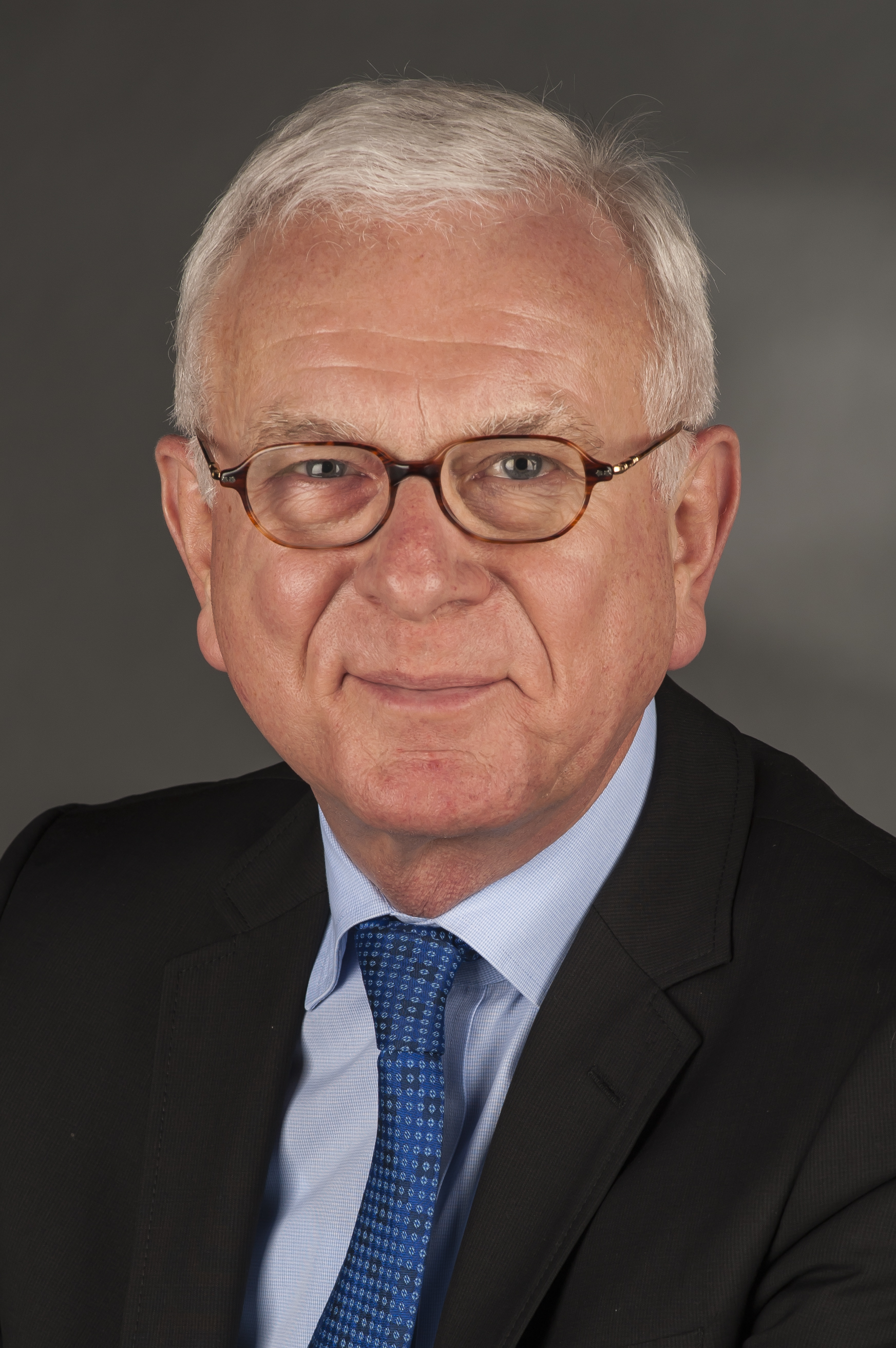
Hans-Gert Pöttering, président du Parlement européen, du 16 janvier 2007 au 14 juillet 2009.

### Résultats de la présidence
| Candidats | Candidats         | Groupe  | Pays    | Votes |
| --------- | ----------------- | ------- | ------- | ----- |
|           | Josep Borrell     | PSE     | Espagne | 388   |
|           | Bronisław Geremek | ADLE    | Pologne | 208   |
|           | Francis Wurtz     | GUE/NGL | France  | 51    |

| Candidats | Candidats           | Groupe    | Pays      | Votes |
| --------- | ------------------- | --------- | --------- | ----- |
|           | Hans-Gert Pöttering | PPE-DE    | Allemagne | 450   |
|           | Monica Frassoni     | Verts/ALE | Italie    | 145   |
|           | Francis Wurtz       | GUE/NGL   | France    | 48    |
|           | Jens-Peter Bonde    | IND/DEM   | Danemark  | 46    |

## Vice-présidents du Parlement européen

### 20 juillet 2004 - 16 janvier 2007
| 1  | Alejo Vidal-Quadras Roca |  | PPE       | Espagne            |
| 2  | Antonios Trakatellis     |  | PPE       | Grèce              |
| 3  | Dagmar Roth-Behrendt     |  | PSE       | Allemagne          |
| 4  | Edward McMillan-Scott    |  | PPE       | Royaume-Uni        |
| 5  | Ingo Friedrich           |  | PPE       | Allemagne          |
| 6  | Mario Mauro              |  | PPE       | Italie             |
| 7  | António Costa            |  | PSE       | Portugal           |
| 8  | Luigi Cocilovo           |  | ALDE      | Italie             |
| 9  | Jacek Saryusz-Wolski     |  | PPE       | Pologne            |
| 10 | Pierre Moscovici         |  | PSE       | France             |
| 11 | Miroslav Ouzký           |  | PPE       | République tchèque |
| 12 | Janusz Onyszkiewicz      |  | ALDE      | Pologne            |
| 13 | Gérard Onesta            |  | Verts/ALE | France             |
| 14 | Sylvia-Yvonne Kaufmann   |  | GUE/NGL   | Allemagne          |

### 16 janvier 2007 - 14 juillet 2009
| 1  | Rodi Kratsa-Tsagaropoulou      |  | PPE       | Grèce       |
| 2  | Alejo Vidal-Quadras            |  | PPE       | Espagne     |
| 3  | Gérard Onesta                  |  | Verts/ALE | France      |
| 4  | Edward McMillan-Scott          |  | PPE       | Royaume-Uni |
| 5  | Mario Mauro                    |  | PPE       | Italie      |
| 6  | Miguel Angel Martínez Martínez |  | PSE       | Espagne     |
| 7  | Luigi Cocilovo                 |  | ALDE      | Italie      |
| 8  | Mechtild Rothe                 |  | PSE       | Allemagne   |
| 9  | Luisa Morgantini               |  | GUE/NGL   | Italie      |
| 10 | Pierre Moscovici               |  | PSE       | France      |
| 11 | Manuel António Dos Santos      |  | PSE       | Portugal    |
| 12 | Diana Wallis                   |  | ALDE      | Royaume-Uni |
| 13 | Marek Siwiec                   |  | PSE       | Pologne     |
| 14 | Adam Bielan                    |  | UEN       | Pologne     |

## Président de la Commission européenne

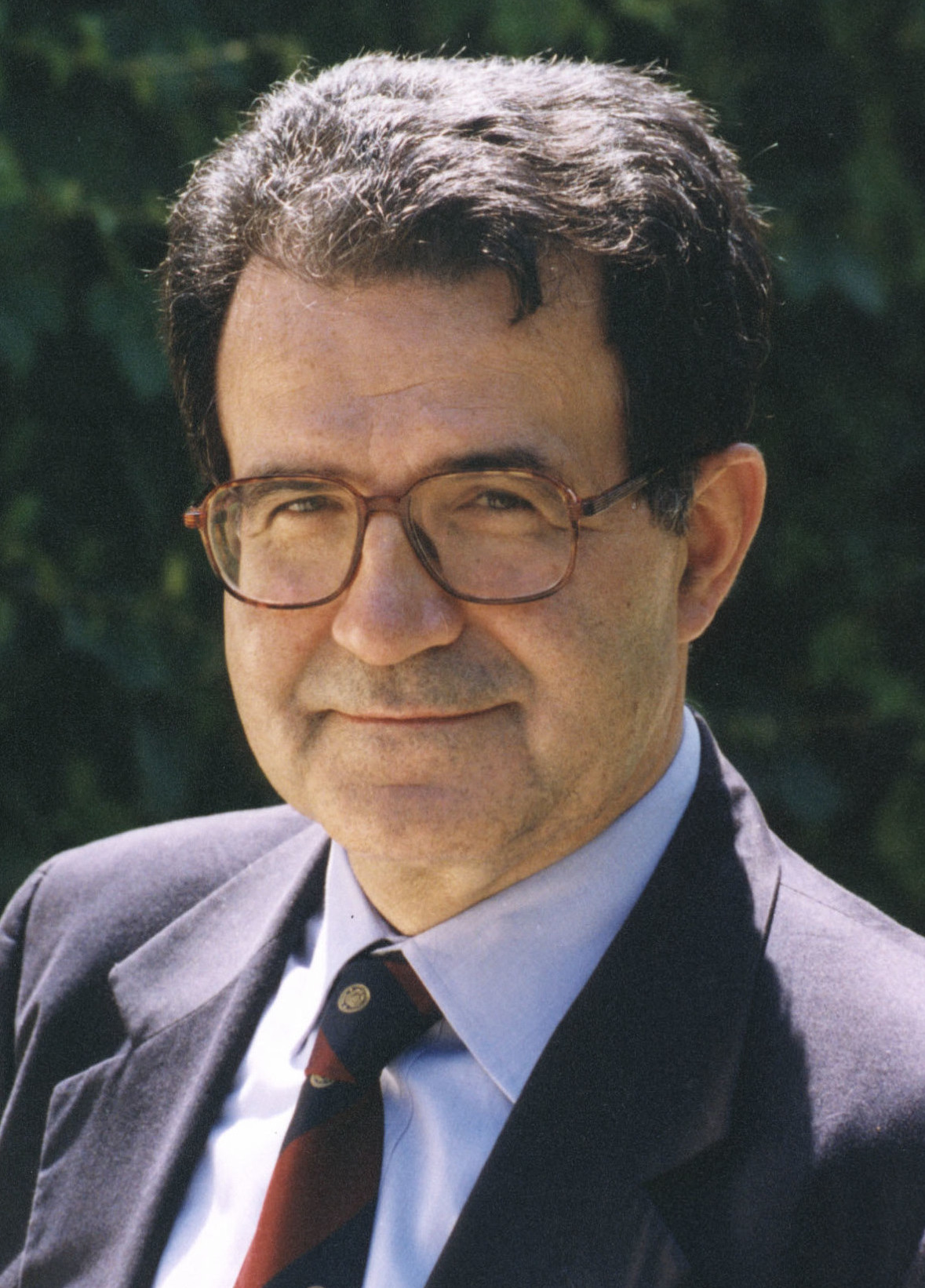
Romano Prodi, président de la Commission européenne, du 16 septembre 1999 au 22 novembre 2004.
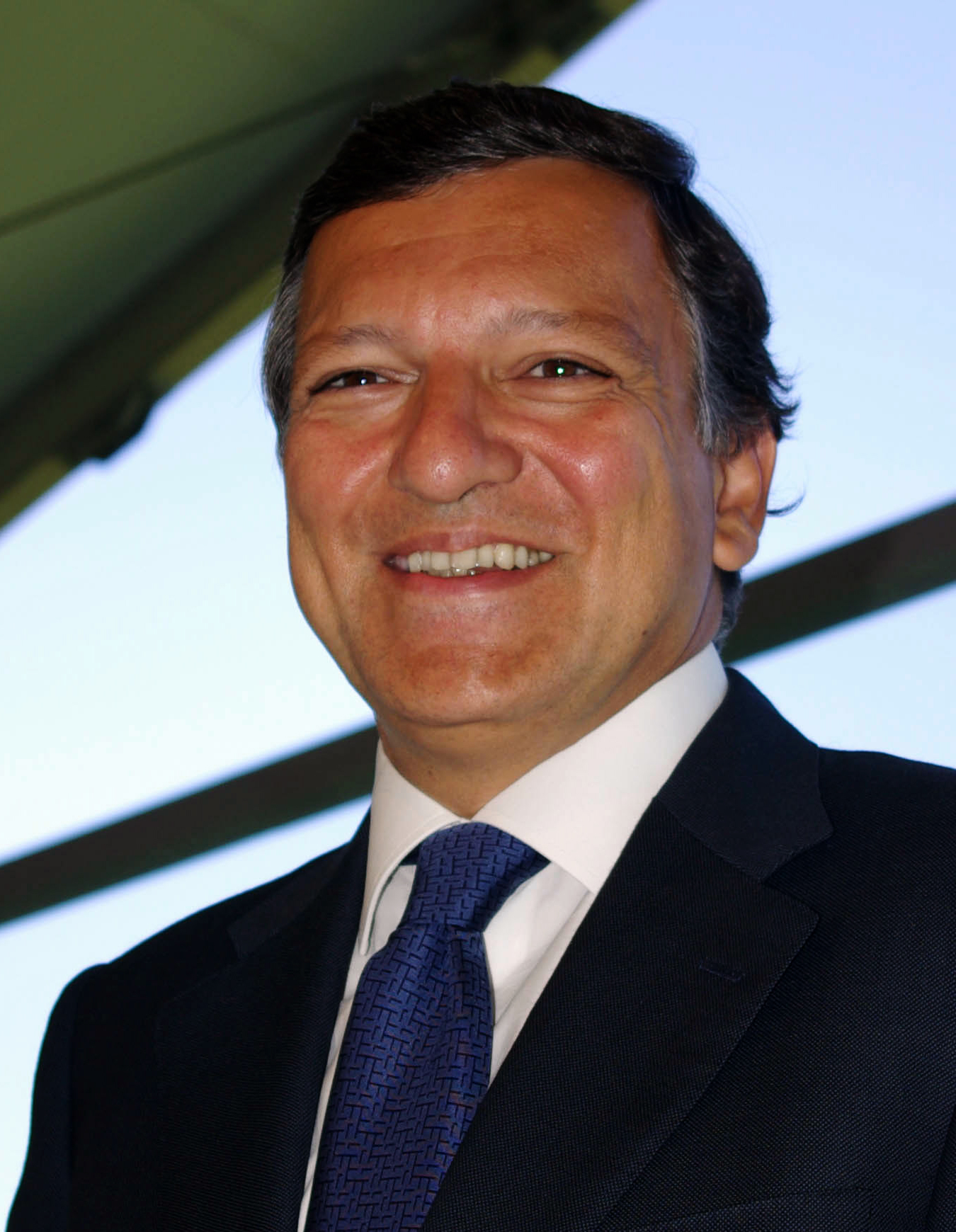
José Manuel Durão Barroso, président de la Commission européenne, du 22 novembre 2004 au 1ernovembre 2014.